# پرکلرات باریم
پرکلرات باریم (به انگلیسی: Barium perchlorate) با فرمول شیمیایی Ba(ClO۴)۲ یک ترکیب شیمیایی با شناسه پاب‌کم ۶۱۶۲۳ است. که جرم مولی آن 336.228 g/mol می‌باشد. شکل ظاهری این ترکیب، پودر سفید است.